# Dance Moms
Dance Moms é um reality show americano que estreou no Lifetime em 13 de julho de 2011. Criado pelo Lifetime, o programa originalmente seguiu os primeiros treinamentos e carreiras de crianças na dança e show business sob a treinadora Abby Lee Miller, também como as interações do instrutor e dos dançarinos com suas mães às vezes conflitantes.  Cheryl Burke substituiu Laurieann Gibson durante a segunda metade da sétima temporada. Definida originalmente em Pittsburgh, Pensilvânia, e mais tarde em Los Angeles, Califórnia, a série é principalmente filmada nos estúdios da Abby Lee Dance Company (ALDC). O programa retornou para sua oitava temporada em 4 de junho de 2019 em inglês e a versão em português estreará dia 23 de agosto de 2019.

## Sinopse
Fundada principalmente em Pittsburgh, Pensilvânia e mais tarde em Los Angeles, Califórnia, a série seguiu originalmente a Equipe de Competição de Elite Júnior da Abby Lee Dance Company, com idades entre 12 e 16 anos, viajando semana a semana para várias competições de dança, ganhando prêmios e preparando  para os nacionais, enquanto ao mesmo tempo sendo preparado por Abby Lee Miller para ser "dançarinos de trabalho profissionais e empregáveis". A série retratou as mães carinhosas como rivais umas das outras em nome de suas próprias filhas, muitas vezes discutindo com Miller e umas com as outras, e às vezes fechando posições contra equipes rivais. As performances de dança foram criativamente conceituadas por Miller e seus instrutores de dança, com a contribuição dos produtores da série, enquanto a coreografia foi feita por Miller, sua equipe e, ocasionalmente, um coreógrafo convidado. Várias equipes de dança rivais estimularam a competitividade da equipe. O sucesso da série foi muitas vezes creditado ao drama e conflito entre Miller e as mães, juntamente com as danças semanais e as relações estreitas entre as meninas, enquanto os telespectadores as observavam crescer e melhorar suas habilidades.
O programa apresenta Miller como uma técnica de equipe de dança estrito que, ao longo da série, se baseou cada vez mais em críticas, às vezes pessoais, para motivar as meninas, com ênfase no trabalho duro e na competição contra os colegas de equipe. Toda semana no programa, Miller usou uma pirâmide de tiros na cabeça e deu feedback para cada garota sobre sua classificação, o desempenho da semana anterior, a atitude, o esforço e o comportamento da própria menina e de sua mãe. Miller nunca usou uma pirâmide em seu estúdio antes de dançar mães, e quando uma vez perguntado sobre isso, Miller afirmou: "Eu nunca fiz isso na minha vida. Isso não tem nada a ver comigo. Esse é o show; eles vieram  com todo esse processo."
Na quinta temporada, Miller mudou a equipe para Los Angeles para ajudar a construir sua reputação na costa oeste, e enquanto a equipe continuou as competições semanais, o foco mudou um pouco para incluir a preparação para carreiras de atuação e de negócios musicais.
Durante a segunda metade da sétima temporada, várias dançarinas e suas mães deixaram o ALDC para formar "As Insubstituíveis”. Abby deixou o programa vários episódios depois, seguido pelas restantes dançarinas e mães do ALDC.
Em julho de 2018, Miller anunciou seu retorno para a oitava temporada do Dance Moms. O produtor executivo Bryan Stinson anunciou que o programa seria uma equipe totalmente nova, com callbacks finais em setembro de 2018. No dia 12 de janeiro, uma nova equipe foi selecionada, composta por 8 dançarinos. Uma promo para a nova temporada foi lançada em fevereiro, revelando que o programa seria montado em torno da batalha de Miller com o Linfoma de Burkitt, ao retornar "de volta às suas raízes" com um novo time. A temporada se passa em Pittsburgh, no mesmo estúdio onde o programa começou em 2011. Foi anunciado que a oitava temporada vai estrear no Lifetime em 4 de junho de 2019.

### Companhia de Dança Abby Lee

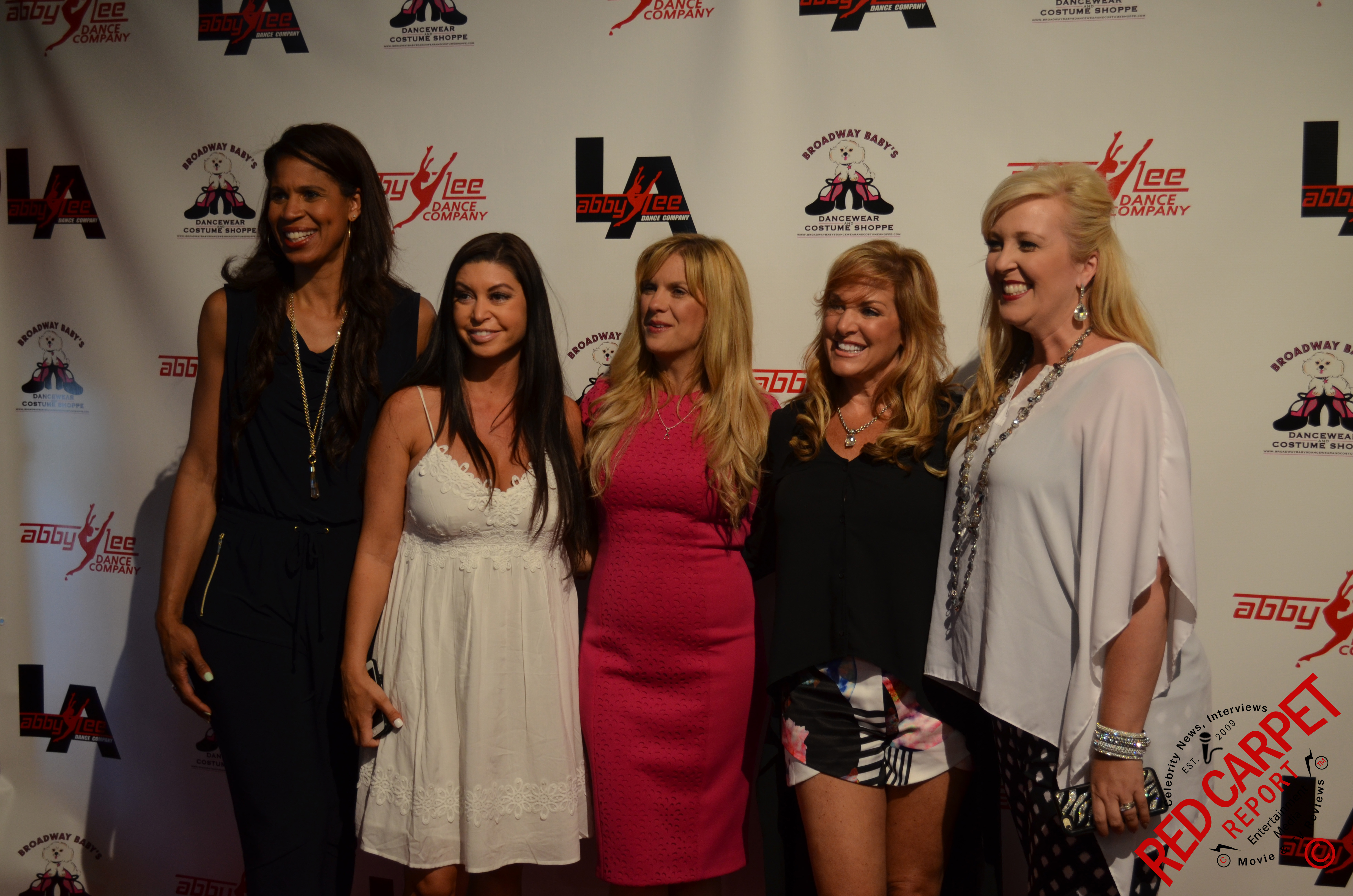
Dance Moms na abertura de maio de 2015 da ALDC-LA em Santa Monica, Califórnia, temporada 5. Da esquerda: Holly Hatcher-Frazier, Kira Girard, Melissa Ziegler-Gisoni, Jill Vertes e Jessalynn Siwa.